# Hronský Beňadik, Žarnovica
Hronský Beňadik este o comună slovacă, aflată în districtul Žarnovica din regiunea Banská Bystrica. Localitatea se află la altitudinea de 192 m deasupra n.m., se întinde pe o suprafață de 9,23 km2 și în 2017 număra 1.166 de locuitori.

## Istoric
Localitatea Hronský Beňadik este atestată documentar din 1075.

## Demografie
| An:                | 1994 | 2004   | 2014   | 2024   |
| ------------------ | ---- | ------ | ------ | ------ |
| Număr de persoane: | 1197 | 1228   | 1176   | 1071   |
| Diferență:         |      | +2,58% | −4,23% | −8,92% |

| An:                | 2023 | 2024   |
| ------------------ | ---- | ------ |
| Număr de persoane: | 1086 | 1071   |
| Diferență:         |      | −1,38% |